# Chilapura, Honnali
Chilapura là một làng thuộc tehsil Honnali, huyện Davanagere, bang Karnataka, Ấn Độ.